# Historia de los judíos en Brasil
La historia de los judíos en Brasil es bastante larga y algo compleja, ya que se extiende desde el mismo comienzo de la colonización europea en el nuevo continente. Los judíos comenzaron a asentarse en Brasil desde que la Inquisición llegó a Portugal en el siglo XVI. Llegaron a Brasil durante el período bajo el gobierno neerlandés, se asentaron en Recife, donde se llevó a cabo la construcción de la primera sinagoga de América a principios de 1636. La mayoría de estos judíos eran sefardíes que habían huido de la Inquisición en España y Portugal, que fueron expulsados fuera de Portugal durante la inquisición.
Varias olas de inmigración judía se produjeron durante el ascenso del nazismo en Europa. Existen en la actualidad varios grupos judíos y sionistas, clubes, escuelas, etc. Algunos eventos y actos antisemitas menores ocurrieron principalmente durante la guerra del Líbano de 2006 como el vandalismo de cementerios judíos. El fuerte aumento de antisemitismo reciente ha sido denunciado por el Observatorio Judío de Derechos Humanos "Henry Sobel" que adjudicó en su informe la expansión de manifestaciones antisemitas a un avance del clima de intolerancia política, religiosa y racial diseminada tras la llegada al poder del excapitán del Ejército Jair Bolsonaro.
Brasil cuenta con la novena comunidad judía más grande a nivel mundial y la cuarta a nivel continental, después de Estados Unidos, Canadá y Argentina, contando con alrededor de 107 329 personas en 2010, según el censo del IBGE. La Confederación Judía de Brasil (CONIB) estima que hay más de 120.000 judíos en Brasil. Hacia 2015 la población judía se había reducido a 94 500 miembros, principalmente debido a las bajas tasas de natalidad de la comunidad, el envejecimiento de la población judía y el proceso de secularización de los más jóvenes que abandonan los lazos con la comunidad.

## La llegada de los primeros judíos
Aproximadamente 90.500 personas judíos llegaron a Brasil por primera vez a mediados del siglo XV,  aproximadamente el 0,5% de la población total.

Ha habido judíos desde que los primeros navegantes portugueses llegaron a América, cuando grandes grupos de marranos llegaron escapando de la península Ibérica. Algunos eran sefardíes que huían de la Inquisición en España y Portugal y algunos eran "nuevos cristianos" que practicaban su fe en secreto. Cuando en Brasil existía una colonia controlada por los Países Bajos, conocida como Brasil Neerlandés o Nueva Holanda, entre 1630 y 1654, que gobernaba  parte del noreste de Brasil, con Recife como su capital, había libertad de culto y los judíos se instalaron. En recife construyeron la sinagoga Kahal Zur Israel, la primera del continente. Cuando esa región pasó a formar parte de Portugal, losa judíos fueron expulsados, se prohibió la libertad de culto y muchos de ellos emigraron hacia el norte o hacia el sur, fundamentalmente a la que sería la Argentina, por eso allí se los llamaba "portugueses". Los que quedaron practicaban su confesión a escondidas o terminaron asimilándose.
Debido a condiciones desfavorables en Europa, los judíos europeos comenzaron a debatir en la década de 1890 sobre el establecimiento de asentamientos agrícolas en Brasil. 
En 1904, la colonización agrícola judía, apoyada por la Asociación de Colonización Judía, comenzó en el estado de Río Grande del Sur, el estado más austral de Brasil. La intención principal de la JCA al crear esas colonias era reasentar a los judíos rusos durante la inmigración masiva desde el hostil imperio ruso. Las primeras colonias fueron Philippson (1904) y Quatro Irmãos (1912). Estos intentos de colonización fracasaron todos debido a "inexperiencia, falta de fondos e insuficiente planificación", así como a "problemas administrativos, falta de instalaciones agrícolas y la atracción de los trabajos en las ciudades".
En 1920, la JCA comenzó a vender parte de la tierra a colonos no judíos. A pesar del fracaso, "las colonias ayudaron a Brasil y contribuyeron a cambiar la imagen estereotipada del judío improductivo, capaz de trabajar únicamente en el comercio y las finanzas. El principal beneficio de estos experimentos agrícolas fue la eliminación de las restricciones en Brasil a la inmigración judía procedente de Europa durante el siglo XX.
En los últimos años muchos judíos han hecho aliá desde Brasil huyendo de la inseguridad y violencia creciente y la crisis económica desatada en 2015.
En la actualidad, la mayor parte de la comunidad judía en Brasil se concentra principalmente en las regiones sudeste y sur del país.